# Ariane Deluz
Pour les articles homonymes, voir Deluz.
Ariane Deluz (née le 6 septembre 1931 à Lausanne et morte le 16 janvier 2010 dans la même ville) est une anthropologue suisse.

## Biographie
Spécialiste de la parenté, elle effectue presque toute sa carrière dans le Laboratoire d'anthropologie sociale de Claude Lévi-Strauss. Elle est connue pour ses travaux sur les Gouro de Côte d'Ivoire.
Elle est d'abord attachée de recherche, puis chargée de recherche, et finalement directrice de recherche au CNRS. Elle enseigne à l'IUED de Genève de 1983 à 1991. Un prix Ariane Deluz, créé en 2014, récompense des doctorants menant des travaux sur l'Afrique subsaharienne,,,,,,.

## Publications
- Ariane Deluz, Organisation sociale et tradition orale. Les Guro de Côte d'Ivoire, Paris La Haye, Mouton, 1970, 983 p. (lire en ligne)
- Ariane Deluz, Anthropology and psychoanalysis : an encounter through culture, Routledge, 1994 (OCLC 50900634, lire en ligne)
- Ariane Deluz, Colette Le Cour Grandmaison, Anne Retel-Laurentin, La natte et le manguier, Mercure de France, 1978